# جان هوارد
جان وینستون هُوارد (به انگلیسی: John Winston Howard) (همچنین جان هاوارد) نخست وزیر سابق استرالیا بود که از سال ۱۹۹۶ با پیروزی حزب لیبرال به این مقام دست یافت.

## زندگی‌نامه

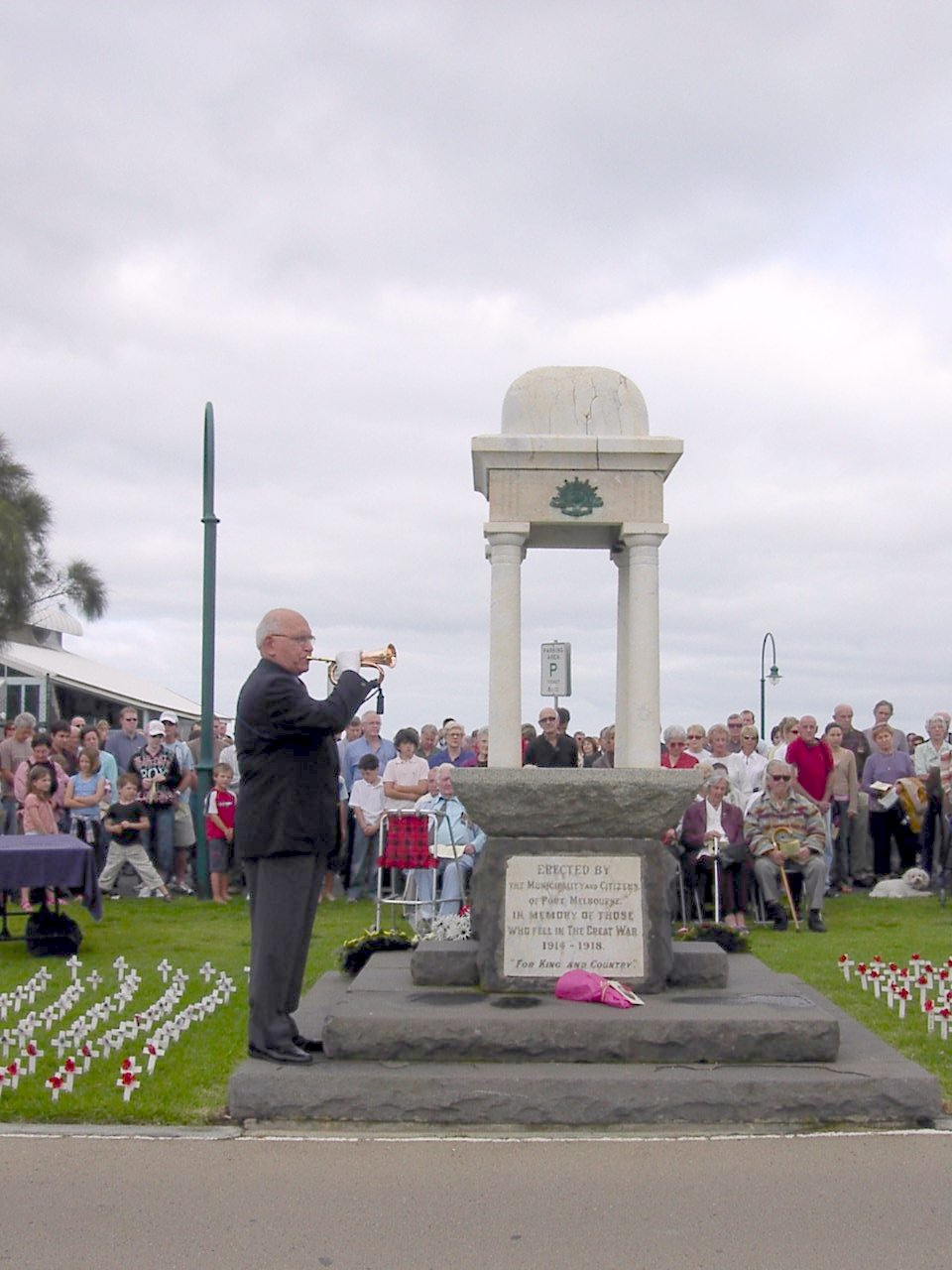
جان هوارد در مراسم روز آنزاک

هوارد در سال ۱۹۳۹ در شهر سیدنی متولد شد و هم‌اکنون ۷۹ سال دارد.
وی با تحصیل در رشته حقوق، در سال ۱۹۵۷ به عضویت حزب لیبرال در آمد و به عنوان وکیل و بعدها رئیس شاخه جوانان این حزب به فعالیت پرداخت.
نخستین بار در سال ۱۹۷۵ توانست به مجلس محلی سیدنی راه یابد و سپس با انتخاب مالکوم فریزر به نخست وزیری، هوارد ابتدا وزیر بازرگانی و سپس در سن ۳۸ سالگی خزانه دار دولت شد. وی سپس به عنوان جانشین حزب لیبرال انتخاب شد. سرانجام در ژانویه ۱۹۹۵ به ریاست حزب دست یافت و رهبر لیبرالها شد.

## نخست وزیری
در سال ۱۹۹۶ حزب لیبرال پیروز انتخابات مجلس فدرال شد و جان هوارد به عنوان نخست وزیر، به تشکیل کابینه دست زد. وی به ترتیب در سال‌های ۱۹۹۸، ۲۰۰۱ و ۲۰۰۴ مجدداً به عنوان نخست وزیر انتخاب شد و هم‌اکنون با ۱۱ سال فعالیت، عنوان دیرپاترین نخست وزیر این کشور را یدک می‌کشد.

## چالش‌ها
- اعزام نیرو به عراق و حمایت از سیاست آمریکا.[۳]
- رسوایی شرکت دولتی اِی دبلیو بی در صدور گندم به عراق.
- کم توجهی به محیط زیست در بودجه و برنامه‌ریزی.
- حضور طولانی مدت در مقام نخست وزیری و ریاست حزب.